# Армія визволення Косова

Емблема АВК

Армія визволення Косова (алб. Ushtria Çlirimtare e Kosovës або UÇK) — албанське збройне формування, що відстоювало самостійність Косова від Федеративної Республіки Югославії в 1990-х роках, зокрема під час війни в Косові.

## Лідери
- Адем Яшарі †
- Хашим Тачі
- Аґім Чеку
- Фатмір Лімай
- Рамуш Харадінай
- Самі Луштаку
- Сулейман Селімі
- Агім Рамадані †
- Наїм Малоку
- Якуп Краснічі
- П’єтер Шала[1][2].